# Sauville, Vosges
Sauville là một xã ở tỉnh Vosges, vùng Grand Est, Pháp. Xã này có diện tích 14,38 km² dân số năm 1999 là 198 người. Xã này nằm ở khu vực có độ cao trung bình 360 m trên mực nước biển.
Dân địa phương danh xưng tiếng Pháp là Sauvillois.

## Biến động dân số
| 1962                                         | 1968 | 1975 | 1982 | 1990 | 1999 |
| -------------------------------------------- | ---- | ---- | ---- | ---- | ---- |
| 225                                          | 240  | 240  | 229  | 193  | 198  |
| Số liệu từ năm 1962: Dân số không tính trùng |      |      |      |      |      |